# Cardinal (monte)
Il monte Cardinal (detto anche Pala del Cardinal - 2481 m s.l.m.) è una montagna della catena del Lagorai nel Trentino orientale.

## Caratteristiche
Situato tra la val Sadole in versante occidentale e la val Coldosè in quello orientale, è rispettivamente diviso tra i comuni di Ziano di Fiemme e Canal San Bovo.

La vetta (assieme al vicino monte Cauriol) durante il primo conflitto mondiale fu aspramente contesa tra le truppe italiane e quelle austroungariche; fu teatro di sanguinosi eventi bellici in cui morirono circa 200 militari austriaci.

Fu conquistata dagli alpini il 23 settembre 1916.

## Salita alla vetta
La montagna può essere salita partendo dal rifugio Cauriol.